# Robotfilter

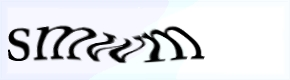
Bokstäverna s, m, w, m. Tidiga captchor, som denna genererad av EZ-Gimpy, användes förut på Yahoo!. En teknik för att få en dator att läsa denna captcha har dock utvecklats.

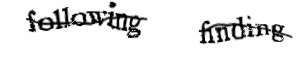
Denna moderna captcha fokuserar på att göra segmenteringen svår för en dator genom att lägga till en horisontell linje.

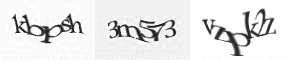
Ett annat sätt att göra segmenteringen svår är att sätta bokstäverna tätt tillsammans. Detta kan läsas av människor men kan inte segmenteras av datorer.

Robotfilter, även kallat robotfälla eller captcha (skrivs oftast med versaler på engelska, CAPTCHA), är ett test som antas vara lätt att lösa för människor, men inte för programvaruagenter. Ordet captcha myntades år 2000 av Luis von Ahn, Manuel Blum, John Langford då studerande vid Carnegie Mellon University. Robotfilter används vid inloggning på gratis e-posttjänster och ibland även före avsändning av e-post för att förhindra missbruk av e-posttjänsten (utskick av skräppost) med hjälp av automatiska program, robotar. Robotfilter används även vid många former av registreringar på webbsidor, som till exempel forum och gästböcker. Det kan också användas för att förhindra automatisk inläggning av reklamlänkar på wikiier eller i kommentarsfälten på bloggar.
Vanliga captchor består ofta av förvrängda eller överlappande ord eller teckenkombinationer som avsändaren måste avläsa och skriva in korrekt i ett fält. Sådana förvrängda tecken är relativt lätta för människor att läsa (förutsatt att de inte har problem med synen), men datorprogram för teckenigenkänning har stora svårigheter att lösa dem.
Ordet captcha är en alternativ, ljudenlig stavning av det engelska ordet capture (fångst). Det är alltså en slags fälla. Ibland förklaras ordet captcha som en förkortning för "Completely Automated Public Turing test to tell Computers and Humans Apart", "Helt automatiskt Turingtest för att skilja på datorer och människor", men det är en efterhandskonstruktion (så kallad "backronym").
En annan variant av captcha är att visa två slumptal, till exempel "3 + 8", och be användaren att fylla i summan i ett fält. Det är ju inte svårt för en robot att knäcka detta om den förstår vad det handlar om, men detta kan skydda mot vissa robotar som inte har programmerats att känna igen denna typ av captcha.

## Knäckande av captchor
Det har visat sig mycket svårt att besegra vissa captchor på helautomatisk väg, men utsändare av oönskad reklam, skräppost, sägs ha börjat erbjuda pornografiskt material på webbsidor i utbyte mot att besökaren löser en captcha som först hämtats någon annanstans ifrån. Resultatet används sedan för att skapa konton hos någon gratis e-posttjänst på nätet, exempelvis Hotmail, som spammaren använder för att ta emot svar från intresserade kunder. Det behövs många sådana konton eftersom varje konto normalt bara kan ta emot några hundra brev.
Andra captchas har visat sig vara lättare för program att lösa än för människor.

## Kritik
Metoden med captcha har kritiserats för att den utestänger människor som har problem med synen. Många webbplatser har därför kompletterat vanliga visuella robotfällor med sådana som inte kräver full visuell läsförmåga.
Robotfilter har även kritiserats för att ta upp onödigt mycket tid. Robotfilter uppskattas enligt ett arbetslag på Carneige Mellon University tillsammans ta uppemot 150 000 timmar per dag för alla Internetanvändare.

## Nästa generations captchor
Då den ursprungliga captcha-metoden har knäckts av spammare har forskare på Penn State i USA nu börjat utveckla nästa generations captcha som de kallar Imagination. Imagination består av två steg där fokus inte längre ligger på att identifiera förvridna bokstäver utan istället tolka bilder. Testet är uppdelat i två steg. I det första steget visas en bild som är uppbyggd av ett antal bilder. I det testet gäller det att användaren ska klicka i centrum av en av dessa bilder. Om man lyckas med detta kommer man till steg två. Då visas en bild av ett objekt och det gäller för användaren att identifiera objektet utifrån en lista med alternativ.
En variant av ovanstående låter datoranvändaren klicka på de "rätta" av ett antal visade bildlänkar (som att klicka på alla bilderna som visar katter).